# Old Greenwich, Connecticut
Old Greenwich är en ort (CDP) i Fairfield County, i delstaten Connecticut, USA. Enligt United States Census Bureau har orten en folkmängd på 6 611 invånare (2010) och en landarea på 5,1 km².